# David Verbeeck
David Verbeeck (Oostende, 13 december 1967) is een Belgisch (musical- en stem)acteur. 

## Biografie
Verbeeck studeerde af aan Studio Herman Teirlinck in de afdeling musical en kleinkunst. Hierna speelde hij diverse rollen in musicals als Suske en Wiske: De Geur van Avontuur (Suske), Daens (Pieter Daens), Fiddler on the Roof. Hij won in 2005 een Musical Award voor de Beste Mannelijke Hoofdrol in een Kleine Musical in de musical Red Star Line.
Als acteur speelde hij gastrollen in Spoed en F.C. De Kampioenen. 
Als stemacteur sprak hij rollen in van Timon in de filmfranchise De Leeuwenkoning en de daarvan afgeleide animatieserie Timon & Pumbaa. Ook sprak hij de stem van Daffy Duck en Marvin the Martian van de Looney Tunes.
In 2015 werd Verbeeck gearresteerd en in 2016 werd hij veroordeeld wegens het in bezit hebben en verspreiden van kinderporno en het aanzetten tot Jodenhaat. Hij werd veroordeeld tot 30 maanden cel met uitstel met als voorwaarde dat hij gespecialiseerde therapie volgt voor zijn seksuele problematiek.

## Musicals
| Jaar                           | Musical                                        | Rol                                    | Producent              |
| ------------------------------ | ---------------------------------------------- | -------------------------------------- | ---------------------- |
| 1990                           | Dear Fox                                       | Kuwaart                                | KbvV                   |
| 1991                           | Fiddler On the Roof                            | Fyedka                                 | KbvV                   |
| 1994                           | Suske & Wiske: De Geur van Avontuur            | Suske                                  | Het Paleis             |
| 1999                           | Company                                        | David                                  | KbvV                   |
| 2001                           | The Hired Man                                  | Seth                                   | KbvV                   |
| 2001                           | A Little night Music                           | Henrik Egerman                         | KbvV                   |
| 2002                           | She Loves Me                                   | Ensemble                               | KbvV                   |
| 2003                           | Red star line - Portret van een verloren lente | Mozes                                  | KbvV                   |
| 2008-2009                      | Daens                                          | Pieter Daens                           | Studio 100             |
| eind 2011, juni 2012 (hername) | Fiddler on the Roof                            | Mottel, de kleermaker, man van Tzeitel | Musical van Vlaanderen |

## Films
| Jaar | Film                                     | Rol                    |
| ---- | ---------------------------------------- | ---------------------- |
| 1991 | De Grote Vergissing                      | Agent 2                |
| 1994 | De Leeuwenkoning                         | Timon (stem)           |
| 1998 | De Leeuwenkoning II: Simba's Trots       | Timon (stem)           |
| 1999 | Asterix & Obelix tegen Caesar            | Assurancetourix (stem) |
| 2001 | Monsters en co.                          | Mike Wazowski (stem)   |
| 2004 | The Lion King 1½                         | Timon (stem)           |
| 2009 | Santa Buddies                            | Eddi (stem)            |
| 2010 | Verschrikkelijke Ikke                    | Vector Perkins (stem)  |
| 2010 | Alpha and Omega                          | Shakey (stem)          |
| 2013 | Alpha and Omega 2: A Howl-iday Adventure | Marcel (stem)          |
| 2013 | Monsters University                      | Mike Wazowski (stem)   |
| 2014 | Alpha and Omega 3: The Great Wolf Games  | Marcel (stem)          |

## Televisie
| Jaar | Programma                                                  | Rol            | Zender |
| ---- | ---------------------------------------------------------- | -------------- | ------ |
| 1993 | F.C. De Kampioenen (seizoen 4, aflevering 4: Rode vlekjes) | Alain Corthout | TV1    |
| 1997 | Wat Nu Weer?!                                              | Vincent        | VTM    |
| 1998 | Gilliams en de Bie                                         |                | VTM    |
| 2002 | Spoed (seizoen 5, aflevering 11: Lobke)                    | Tim Maertens   | VTM    |